# Districtul Aïn Azel
Aïn Azel este un district din provincia Sétif, Algeria.